# فيزيك (فخرود)
فیزیك (بالفارسية: فیزیک) هي مستوطنة تقع في إيران في قسم فخرود الريفي. يقدر عدد سكانها بـ 102 نسمة بحسب إحصاء 2016.